# Черепин, Тихон Корнеевич
Ти́хон Корне́евич Чере́пин (род. 1907, село Межирич Киевской губернии, теперь Каневского района Черкасской области — погиб 8 октября 1941, возле села Вершина Вторая, теперь Запорожской области) — украинский советский партийный деятель. Кандидат в члены ЦК КП(б)У в 1938—1940 г. Член ЦК КП(б)У в 1940—1941 г. Депутат Верховного Совета СССР 1-го созыва. Входил в состав особой тройки НКВД СССР.

## Биография
Родился в семье крестьянина-бедняка. Работал в совхозе и на стройке, служил в Красной армии.
В 1928 году вступил в ВКП(б).
В 1932—1937 г. — директор Черкасской машинно-тракторной станции Киевской области. В 1937—1938 г. — 1-й секретарь Черкасского районного комитета КП(б) Украины в Киевской области. В январе — июне 1938 г. — начальник Киевского областного земельного управления.
В июне 1938—1939 г. — 2-й секретарь Киевского областного комитета КП(б) Украины. Этот период отмечен вхождением в состав особой тройки, созданной по приказу НКВД СССР от 30.07.1937 № 00447 и активным участием в сталинских репрессиях.
В 1939 году работает заместителем народного комиссара совхозов Украинской ССР по животноводству.
В декабре 1939 — августе 1941 г. — 1-й секретарь Сумского областного комитета КП(б) Украины.
С августа 1941 г. — член военного совета 18-й армии. Погиб во время боя с немецкими войсками.

## Звание
- Бригадный комиссар (1941)

## Награды
- Орден Трудового Красного Знамени (7.02.1939)